# Krutenke, Kreminna
Krutenke (în ucraineană Крутеньке) este un sat în comuna Varvarivka din raionul Kreminna, regiunea Luhansk, Ucraina.

## Demografie
Componența lingvistică a localității Krutenke
     Ucraineană (85,71%)
     Rusă (14,29%)
Conform recensământului din 2001, majoritatea populației localității Krutenke era vorbitoare de ucraineană (85,71%), existând în minoritate și vorbitori de rusă (14,29%).